# Tamiler
Tamiler är en folkgrupp från Sydasien med en historia som går tillbaka mer än två årtusenden. De äldsta tamilska befolkningsgrupperna är de i sydöstra Indien och nordöstra Sri Lanka. Det finns också ett antal tamilska utvandrade befolkningsgrupper på olika håll i världen, särskilt i centrala Sri Lanka, Malaysia, Singapore, Fiji, Mauritius och Sydafrika, samt mer nyligen utvandrade grupper i Australien, Kanada och delar av Europa.
Till skillnad från många andra etniska grupper har tamilerna under större delen av sin historia inte styrts av en enskild politisk enhet. Tamilakam, det traditionella namnet för de tamilska områdena, var endast politiskt enat under en period mellan 800-talet och 1100-talet under Cholariket. Den tamilska identiteten är i första hand språklig; som tamiler betraktas de vilkas modersmål är tamil. Under senare tid har dock definitionen breddats och inbegriper också utvandrare av tamilsk härkomst som upprätthåller tamilska kulturella traditioner, även när de inte längre talar språket. 
Tamiler är etniskt, språkligt och kulturellt besläktade med de andra dravidfolken i Sydasien. Antalet tamiler i världen uppskattas till 74 miljoner. 

## Historia

### Den förklassiska perioden
Ursprunget till det tamilska folket, liksom till de andra dravidiska folken, är okänt, men genetiska och arkeologiska forskningar tyder på en möjlig invandring till Indien omkring 6000 f.Kr.. Det har föreslagits att dravidfolken var förbundna med det elamitiska folket i forntidens Iran, men det finns inte många fasta stöd för denna uppfattning. Det har också föreslagits att Induskulturens folk var antingen tamiler eller ett annat dravidfolk (se till exempel Parpola 1974; 2003), men denna teori är mycket kontroversiell och det finns för närvarande ingen akademisk konsensus om identiteten hos folket bakom Induskulturen.
Det tidigaste klara beviset för närvaro av tamiler i nuvarande Tamil Nadu  är de megalitiska urngravarna från omkring 1000 f.Kr. och framåt, som har upptäckts på olika ställen i Tamil Nadu, exempelvis Adichanallur.  Dessa gravar stämmer på ett antal sätt överens med beskrivningar av begravningar i klassisk tamilsk litteratur, och förefaller vara konkreta bevis för att tamiler fanns i södra Indien under den perioden. Nyligen utförda utgrävningar har också uppdagat prov på tidig tamilsk skrift, som härrör från åtminstone 500 f.Kr. 

### Den klassiska perioden
Med början omkring 200-talet f.Kr. kom tre kungliga dynastier, Chola, Chera och Pandya, att dominera det tamilska området. Var och en av dessa dynastier hade sitt eget välde inom den tamilspråkiga regionen. Den klassiska litteraturen och samtida inskrifter beskriver också ett antal vēlīr, eller mindre hövdingar, som gemensamt härskade över en stor del av centrala Tamil Nadu. Krig mellan kungarna och hövdingarna förekom ofta, liksom krig med Sri Lanka, men dessa tycks ha utkämpats för att hävda makt och begära tribut, snarare än för att lägga under sig och annektera territorium. Kungarna och hövdingarna gynnade konsterna, och en ansenlig mängd litteratur finns från denna period. Litteraturen visar att många av de kulturella bruk som anses typiskt tamilska går tillbaka till den klassiska perioden. 
Jordbruk var viktigt under denna period, och det finns bevis för att konstbevattningsanläggningar uppfördes, däribland Kallanaidammen, som anses vara en av de äldsta dammarna som fortfarande används. Ekonomin var dock huvudsakligen inriktad på utrikeshandel, och det finns bevis för betydande kontakter med Europa. Stora skatter av romerska mynt och tecken på närvaro av romerska handelsmän har upptäckts i Karur och Arikamedu, och det finns belägg för att minst två delegationer skickades till den romerska kejsaren Augustus av Pandyakungar. Krukskärvor med tamilsk skrift har hittats i utgrävningar vid Röda havet vilket tyder på att tamilska köpmän varit där. En anonym reseskildring från första århundradet e.Kr., författad på grekiska, Periplus Maris Erytraei, beskriver detaljerat Pandya- och Cherarikenas hamnar och handeln med dem, och antyder att tamilernas huvudsakliga exportvaror på den tiden var peppar, indisk lager, pärlor, elfenben, silke, nardusört, diamanter, safirer och sköldpaddsskal 
Den klassiska perioden tog slut omkring 300-talet e.Kr. med invasioner av ett nordligt folk som kallades kaḷvār(kalapirar), som beskrivs som barbarer som kommer från länder norr om det tamilska området och som onda och förtryckande härskare. Denna period, som vanligen kallas det tamilska landets mörka tidsålder, tog slut när den kejserliga Pallavadynastin uppkom.

### Imperieperioden och perioden därefter

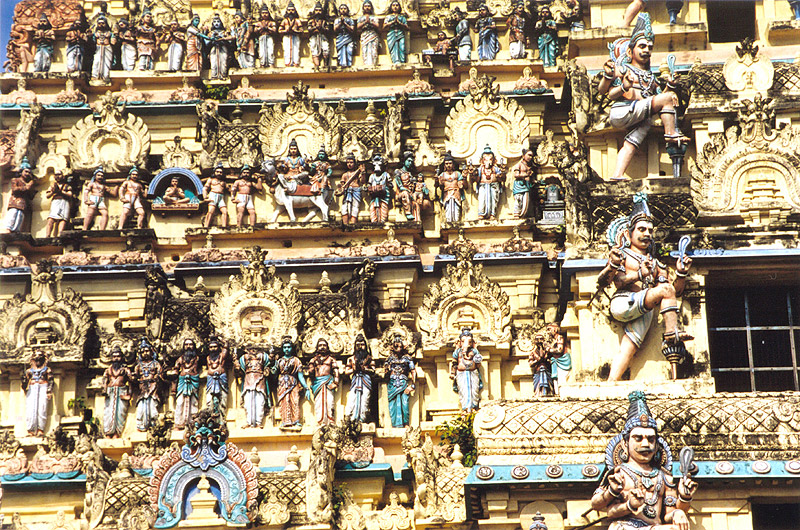
Detalj från ett tempel i Chidambaram. De tamilska kungarna gynnade konsterna och byggde många utsmyckade tempel.

Även om Pallava nämns i dokument från 200-talet, blev de inte framträdande som kejsardynasti förrän på 500-talet. Dynastin tycks inte ha varit tamilsk till sitt ursprung, och fastän de snabbt antog tamilska seder och bruk och det tamilska språket omformades det tamilska samhället under deras styre. Pallavahärskarna försökte efterbilda stora nordliga riken som Mauryariket och Guptariket. De gjorde därför om kungadömet till ett kejsardöme och försökte för första gången lägga stora områden under sitt direkta styre. Pallava uppmuntrade också dyrkan av gudarna Shiva och Vishnu och påbörjade kulturen att bygga stora, utsmyckade tempel med många muralmålningar och skulpturer. Kastsystemet anses ha blivit formaliserat och institutionaliserat under denna period. 
Pallavadynastin störtades på 800-talet av de åter blomstrande Cholas och Pandyas. Cholas blev dominerande på 900-talet och etablerade ett imperium som omfattade större delen av södra Indien och Sri Lanka. Imperiet upprätthölls genom starka handelsförbindelser med Kina och Sydostasien. Choladynastin var den första i Sydasien som hade en flotta som kom så långt som till Thailand, Burma och Sumatra. Imperiet företog en stor och framgångsrik örlogskampanj mot Srivijayaimperiet på grund av handelstvister. Cholas makt försvagades under 1100- och 1200-talen, och Pandyadynastin upplevde åter en kort period av blomstring därefter, men upprepade muslimska invasioner från 1400-talet och framåt lade en stor börda på imperiets resurser, och dynastin nådde sitt slut på 1500-talet. 
Inga stora imperier uppstod efter detta, och Tamil Nadu styrdes under en tid av olika lokala hövdingar, såsom nayakerna i nuvarande Maharashtra och Andhra Pradesh.  Från 1600-talet och framåt började europeiska länder upprätta bosättningar och handelsposter i området. Ett antal slag utkämpades mellan Storbritannien, Frankrike och Danmark under 1700-talet, och vid slutet av 1700-talet var större delen av Tamil Nadu behärskat av Storbritannien. 
De västra tamilska områdena blev i ökande utsträckning politiskt skilda från de övriga tamilska länderna efter att Chola- och Pandyarikena förlorade kontrollen över dem under 1200-talet. De utvecklade ett eget distinkt språk och litteratur, som i stigande grad fjärmade sig från tamil och utvecklades till det nutida språket malayalam omkring 1400-talet.

### Tamiler i Sri Lanka

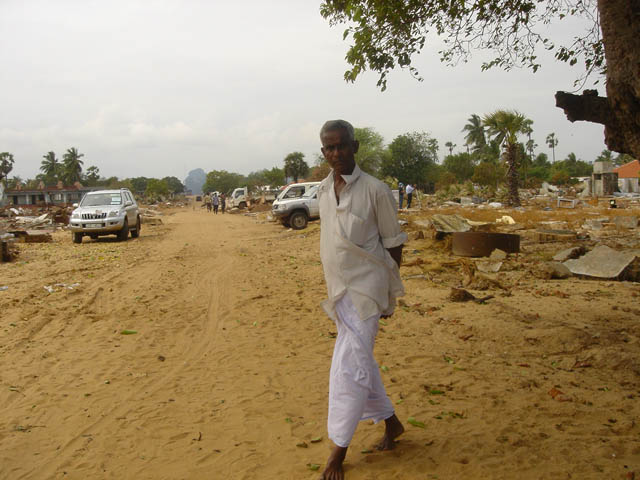
En tamilsk man i Sri Lanka

Det finns inte mycket konsensus om Sri Lankas tamilspråkiga områdens historia före Cholaperioden. De mest extrema singalesiska historikerna hävdar att det inte fanns någon organiserad tamilsk närvaro på Sri Lanka före invasionerna från södra Indien under 600-talet, medan många tamilska historiker menar att tamilerna är ursprungsbefolkningen på ön.
Den historiska bevisningen ger inget klart utslag i någon riktning. Några få dikter från Sangamperioden tillskrivs en diktare kallad "Pūtan̲r̲evan̲ār från īl̲am."  Il̲am, även stavat Eelam, vilket är ett gammalt tamilskt namn för Sri Lanka, vilket ofta används av tamiler som bevis för att det fanns tamilska bosättningar på Sri Lanka på den tiden. Singalesiska historiker accepterar dock inte detta och hävdar att det inte finns arkeologisk bevisning för tamilska bosättningar på Sri Lanka förrän betydligt senare. Berättelser från perioden ger ingen klar bevisning men visar att tamiler utkämpade krig mot de singalesiska kungadömena och stundtals härskade över delar av Sri Lanka och förekom som rådgivare åt lankesiska kungar från ganska tidigt. Det är dock oklart om dessa tamiler kom från Indien eller var infödda på Sri Lanka. 
Historiska belägg visar dock att de tamilska kungarikena i Indien vara nära inblandade i Sri Lankas angelägenheter från mycket tidigt i historien. Det finns belägg för att tamilska köpmän ganska tidigt fanns i Anuradhapura. Tamilska äventyrare invaderade ön så tidigt som 75 f.Kr. Från 600-talet och framåt spelade imperierna i Tamil Nadu en betydelsefull roll i Sri Lankas politik och det finns konkreta bevis för tamilska bosättningar på Sri Lanka under den perioden. Tamilska krig mot Sri Lanka kulminerade då Cholariket annekterade ön på 900-talet, och behöll den till senare delen av 1000-talet. 
Choladynastins makt på Sri Lanka försvagades och följdes av en återupprättad Polonnaruwamonarki i slutet av 1000-talet. 1215 upprättade Arya Chakaravarthi-dynastin ett oberoende kungarike på Jaffnahalvön och delar av norra Sri Lanka. Arya Chakaravarthis expansion söderut hejdades av Alagakkonara, en tamil som tjänade den singalesiska monarken. Alagakkonara byggde ett fort vid Kotte, och höll Arya Chakravarthis armé där då han besegrade den invaderande flottan vid Panadura. En ättling till Alagakkonara (tamil: Alagakonar) blev senare kung över singaleserna, men denna ätt avsattes av mingamiralen Cheng Ho (Zheng He) 1409.
Arya Chakaravarthi-dynastin behärskade stora delar av nordöstra Sri Lanka till 1619, då den erövrades av Portugal.  Kustområdena på ön togs sedan av Nederländerna, och 1796 inlemmades de i Brittiska imperiet.

### Den moderna perioden

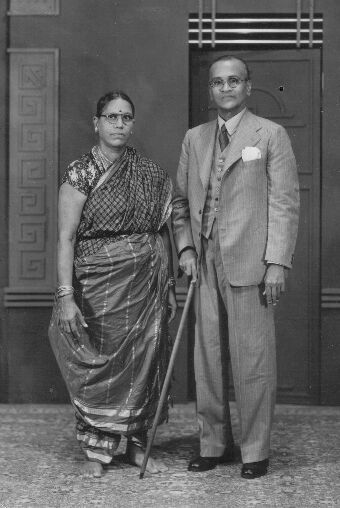
Ett fotografi av ett tamilskt brahminpar från den koloniala tiden.

De brittiska kolonisterna förenade de tamilska länderna i södra Indien till presidentskapet Madras, som integrerades i Brittiska Indien.  På samma sätt förenades 1802 de tamilska delarna av Sri Lanka med andra områden på ön till kolonin Ceylon. De fortsatte att ingå i Indien respektive Sri Lanka efter dessa länders självständighet 1947 och 1948. 
När Indien blev självständigt 1947 blev presidentskapet Madras delstaten Madras, som bestod av nuvarande Tamil Nadu, kustområdena i Andhra Pradesh, norra Kerala och  Karnatakas sydvästra kust. Delstaten delades sedan upp efter språkliga linjer. 1953 bildade de norra distrikten Andhra Pradesh. Genom States Reorganization Act 1956 förlorade delstaten Madras sina västra kustdistrikt. Distrikten Bellary och South Kanara avträddes till delstaten Mysore och Kerala bildades ur Malabardistriktet och de tidigare furstendömena Travancore och Cochin. 1968 döptes delstaten Madras om till Tamil Nadu.
Sedan det federala systemet införts i Indien förekom vissa krav på en självständig tamilsk stat. Den indiska konstitutionen gav dock i praktiken betydande självstyre åt delstaterna, och tamilska protester ledde 1963 till att regeringen antog en ny politik som kallas "trespråksformeln," som skyddar talare av regionala språk från att påtvingas hindi. Detta har lett till att tamiler i Indien har blivit mer nöjda med den federala lösningen och det finns mycket lite stöd för självständighet idag. 
På Sri Lanka har däremot enhetsstaten lett till att en känsla sakta spritt sig bland tamiler att de blev diskriminerade av den singalesiska majoriteten. Detta orsakade krav på federalism, som på 1970-talet växte till en rörelse för självständighet. Situationen urartade till inbördeskrig på 1980-talet. En vapenvila har rått sedan 2002, och fredsförhandlingar förs för närvarande.

## Geografisk fördelning

Tamil Nadu i Indien.

### Indien
De flesta indiska tamiler bor i delstaten Tamil Nadu, som inbegriper större delen av det tidigare Presidentskapet Madras. Delstaten gavs sina nuvarande gränser 1956, och fick 1968 namnet Tamil Nadu. Tamiler är dessutom i klar majoritet i unionsterritoriet Pondicherry, en före detta fransk koloni som geografiskt ligger inom Tamil Nadu. 
Det finns också tamilska befolkningsgrupper i andra delar av Indien. De flesta av dessa är ganska sentida och uppstod under den koloniala epoken och senare, men vissa, framförallt Hebbar- och Mandyamtamilerna i södra Karnataka, tamilerna i Palakkad i Kerala och tamilerna i Pune i Maharashtra, har funnits åtminstone sedan medeltiden. 

### Sri Lanka
Se även artikeln Inbördeskonflikten i Sri Lanka

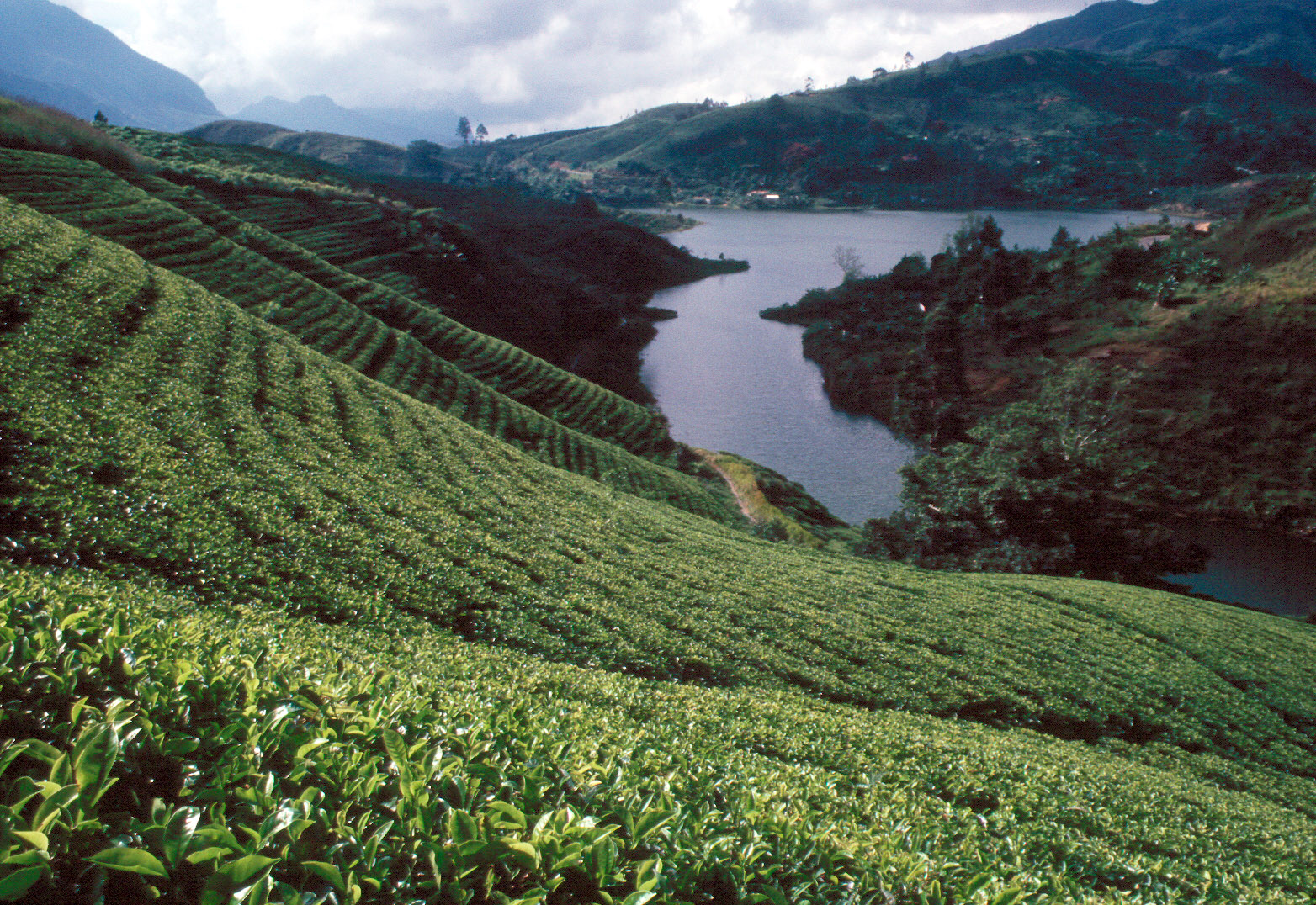
De flesta bergstamiler i Sri Lanka arbetar fortfarande på teplantager som denna nära Nuwara Eliya.

Det finns numera två grupper tamiler i Sri Lanka. Den första är Sri Lanka-tamiler, som härstammar från de tamiler som levde i det gamla Jaffnariket eller som flyttade till östkusten. Den andra är tamiler av indiskt ursprung, även kallade bergstamiler, som härstammar från kontraktsarbetare som skickades från nuvarande Tamil Nadu till Sri Lanka på 1800-talet för att arbeta på teplantager. Sri Lanka-tamiler bor mestadels i de norra och östra provinserna, medan tamiler av indiskt ursprung till stor del bor i de centrala högländerna. Dessa två grupper har historiskt sett sig själva som skilda folkgrupper. 
1949 fråntog Sri Lankas regering, som styrdes av United National Party och där GG Ponnabalam, en ledare för Tamil Congress och Sri Lanka-tamilerna, ingick, tamilerna av indiskt ursprung deras medborgarskap, inklusive rösträtten. Den framträdande tamilske politikern S.J.V Chelvanayagam och hans tamilska oppositionsparti som representerade de flesta Sri Lanka-tamilers vilja motsatte sig dock detta. 
En överenskommelse mellan Sri Lankas och Indiens regeringar på 1960-talet innebar att 40% av tamilerna av indiskt ursprung fick lankesiskt medborgarskap, och många av de övriga repatrierades till Indien. Den etniska konflikten i Sri Lanka har dock lett till en större känsla av gemensam tamilsk identitet och nu för tiden stödjer de två grupperna varandra i högre grad.  På 1990-talet hade de flesta ”indiska tamiler” fått lankesiskt medborgarskap. 
Det finns också en betydande tamilspråkig muslimsk befolkning på Sri Lanka. Till skillnad från tamilspråkiga muslimer i Indien identifierar de sig dock inte som etniska tamiler och räknas därför vanligen som en separat etnisk grupp i officiell statistik. De som har indiskt ursprung räknas sällan åtskilt från de som har lankesiskt ursprung.

### Emigrantgrupper
Massemigration av tamiler började på 1700-talet, då många fattiga tamiler skickades som kontraktsarbetare till avlägsna delar av Brittiska imperiet, särskilt Malaya, Sydafrika, Fiji, Mauritius och Västindien. Vid ungefär samma tid emigrerade också många tamilska affärsmän till olika delar av brittiska imperiet, särskilt Burma och Östafrika.  Många tamiler bor fortfarande i dessa länder, och de tamilska grupperna i Singapore, Réunion, Malaysia och Sydafrika har behållit mycket av sin kultur och sitt språk. Många malaysiska barn går i tamilska skolor, och en betydande andel av tamilska barn på Mauritius och Réunion och i Singapore växer upp med tamil som sitt första språk. För att bevara det tamilska språket har Singapores regering gjort det till ett officiellt språk, trots att tamilerna endast utgör cirka 4,2% av befolkningen, och har också infört obligatorisk undervisning i språket för tamiler. Andra tamilska grupper, som de i Sydafrika, talar inte längre tamil som modersmål, men har fortfarande en stark tamilsk identitet. 
En stor emigration började också på 1980-talet, när lankesiska tamiler flydde från den etniska konflikten där. Dessa sentida emigranter har oftast flytt till Australien, Europa, Nordamerika och Sydostasien. Idag finns den största koncentrationen av tamiler utanför Sydasien i Toronto i Kanada.
Många unga utbildade tamiler från Indien, särskilt programmerare, har också emigrerat till Europa och USA i senare tid för att söka arbetstillfällen. Dessa nya emigranter tenderar att vara bättre integrerade med sitt värdland än de äldre, och många av dem har upprättat kulturföreningar för att skydda och gynna tamilsk kultur och språk i sina nya länder.

## Kultur

### Språk och litteratur
Tamiler har starka känslor för språket tamil, som ofta äras i litteraturen som "tamil̲an̲n̲ai," "den tamilska modern." Språket har historiskt varit, och är fortfarande i stor utsträckning, centralt för den tamilska identiteten..  Liksom de andra språken i Sydindien är det dravidiskt, och inte besläktat med de indoeuropeiska språken i norra Indien. Tamil har påverkats betydligt mindre av sanskrit än de andra dravidiska språken, och bevarar många drag av protodravidiskan. Modern talad tamil, särskilt i Tamil Nadu, innehåller dock många lånord från sanskrit och engelska. Den tamilska litteraturen är mycket gammal, och språket har nyligen erkänts som klassiskt språk av Indiens regering. 
Den klassiska tamilska litteraturen, som sträcker sig från lyrik till arbeten om poetik och etik, skiljer sig märkbart från samtida och senare litteratur på andra indiska språk, och utgör den äldsta samlingen sekulär litteratur i Sydasien.  Några kända verk i den klassiska tamilska litteraturen är Tirukkural av Tiruvalluvar, de fem stora tamilska eposen och Auvaiyars verk. Skriftspråket har förändrats mycket lite under årens lopp, vilket gör att mycket av den klassiska litteraturen fortfarande kan läsas av nutida tamiler och fortsätter att influera tamilsk kultur. 
Modern tamilsk litteratur är mycket mångskiftande, från indisk nationalism i Subramanya Bharathys verk, historisk romanticism hos Kalki Krishnamurthy, radikal och mer måttfull socialrealism hos Pudhumaipithan respektive Jayakanthan, till feminism i Malathi Maithrees och Kutti Revathis verk. Sujatha, en författare vars verk sträcker sig från romantiska romaner till science fiction, är en av de mest populära moderna tamilspråkiga författarna. På senare tid har tamilsk litteratur från Sri Lanka frambringat flera verk som avspeglar tragedin för civilbefolkningen som orsakats av flera årtiondens inbördeskrig. Det finns också en framväxande diasporalitteratur på tamil.

### Bildkonst och arkitektur
Tamilsk bildkonst uppvisar en betydande enhetlighet i sina tre huvudsakliga former,  arkitektur, skulptur och måleri, och har en uppenbar plats inom den sydasiatiska konsttraditionen. Liksom annan sydasiatisk konst betonar den tamilska konsten formernas plasticitet och fluiditet. Det mesta av traditionell tamilsk konst är åtminstone till namnet religiös, vanligen koncentrerad på hinduismen, fastän det religiösa elementet ofta bara är ett medel för att avspegla universella—och ibland humanistiska—teman. De klassiska konstformerna utövas fortfarande och utgör därmed en levande tradition. 
Den viktigaste formen av tamilskt måleri är Tanjoremåleri, vilket som namnet antyder härstammar från Tanjore (nu Thanjavur) på 800-talet. Målningarna förbereds på en grund av tyg belagd med zinkoxid, över vilken bilden målas med färger och dekoreras med halvädelstenar och guld- eller silvertråd. En stil med besläktad härkomst, men med väsentliga skillnader i utförande, används för att måla muralmålningar på tempelväggar, av vilka de mest kända är målningarna i Mīn̲āṭcitemplet i Madurai. Tamilskt måleri är känt i allmänhet för stilistisk elegans, rika färger och omsorg om små detaljer.

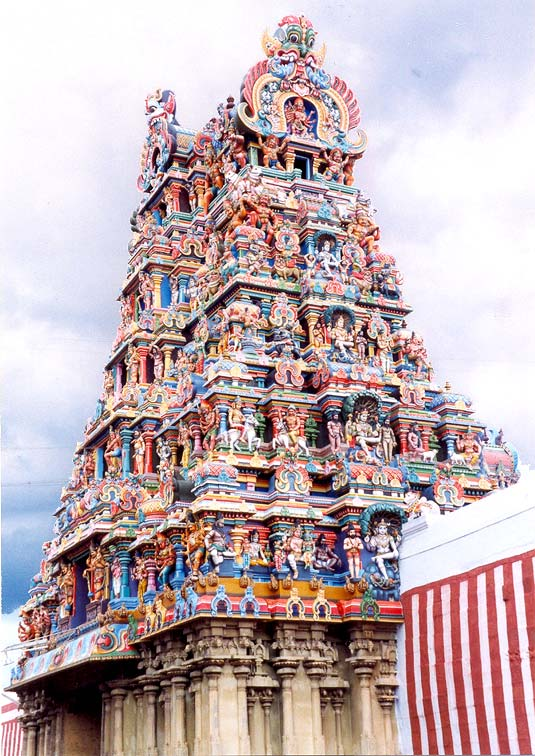
En gopuram i Minakshitemplet i Madurai.

Tamilsk skulptur utförs vanligtvis i brons (med cire perdue-teknik) eller sten (vanligen förknippat med tempel), och bevarade skulpturer finns från 600-talet och framåt. Till skillnad från det mesta av västerländsk konst påverkar materialet i tamilsk skulptur inte den form som skulpturen får. I stället påför konstnären sin vision om formen på materialet. Av detta följer att man ofta även i stenskulpturer kan se de böljande former som normalt skulle reserveras för metall. Liksom måleriet uppvisar skulpturerna ett öga för detaljer, och stor möda har lagts på att skulptera mycket små detaljer av smycken som bärs av de avbildade personerna. Linjerna tenderar att vara mjuka och flytande, och många verk fångar rörelse med stor skicklighet. Grottskulpturerna vid Mamallapuram är ett särskilt fint exempel på tekniken, liksom bronsskulpturerna från Cholaperioden. Ett särskilt populärt motiv i bronsskulpturerna var avbildningen av Shiva som Nataraja, i en danspose med ett ben rest och en eldring runt kroppen.
Tamilska tempel behandlades ofta helt enkelt som skulpturer i stor skala. Templen är mest anmärkningsvärda för sina höga spiror, kända som Gopura, som består av ett antal trappformiga nivåer som var och en har ett litet altare. Dessa spiror brukade vara enkla och eleganta och endast sparsamt utsmyckade med skulpturer i de tidigaste templen, men de blev mer och mer utarbetade och utsmyckade, som till exempel syns i Brihadīsvaratemplet i Thanjavur. Från 1200-talet och framåt började också inträdesportarna till templen, som kallas gopuram på tamil, bli större och mer utarbetade. Templen i Chidambaram och Srirangam har särskilt imponerande portar som är täckta med skulpturer och reliefer av olika scener och personer ur hinduisk mytologi 
Liksom indisk konst i allmänhet eftersträvar tamilsk konst traditionellt inte porträttlikhet eller realism. Mycket mer tonvikt läggs på att representera ideala prototyper och att avbilda de symboler som konstverkets tema är förknippat med. Detta innebär att små detaljer, som riktningen som en hand är vänd i, de djur eller träd som avbildas, eller den tid på dagen som avbildas, ofta är av stor vikt för att förstå ett konstverks mening.

### Scenkonst, musik och film
Traditionell tamilsk scenkonst har mångåriga rötter. De kungliga hoven och templen har varit centrum för scenkonst åtminstone sedan den klassiska perioden, och beskrivningar av framträdanden i klassisk tamilsk litteratur och Natya Shastra, en sanskrittext om scenkonst, tyder på ett nära förhållande mellan de forntida och nutida konstformerna. Ungefär som andra indiska traditioner betonar tamilsk tradition enheten hos de olika scenkonsterna och deras symbiotiska förhållande till bildkonst och litteratur. Målet med ett framförande i tamilsk tradition är att få fram rasa—stämningen eller känslan—som finns i texten, och dess kvalitet bedöms efter hur väl den framkallar känslan hos publiken. 
Tamil har en musikalisk tradition, som kallas karnatisk musik, gemensam med övriga Sydindien. Karnatisk musik utvecklades från de forntida musikformerna i Sydindien, av vilka vissa beskrivs i klassisk tamilsk litteratur, och influerades av den musikaliska teorin i Natya Shastra. Den är i första hand inriktad på vokalmusik och musikinstrumenten tjänar antingen som ackompanjemang eller imiterar sångarens roll. Karnatisk musik organiseras runt de förbundna idéerna om melodityper (rāgam) och cykliska rytmtyper (thāḷam). Till skillnad från den nordliga hindustanska musiktraditionen är karnatisk musik nästan uteslutande religiös. 
I skarp kontrast till den återhållna och intellektuella karnatiska musiken tenderar tamilsk folkmusik att vara mycket mer sprudlande. Populära former av tamilsk folkmusik är till exempel Villuppāṭṭu, en musikform som utövas med en båge, och Nāṭṭuppur̲appāṭṭu, ballader som berättar folklore och folkhistoria. Några av de ledande tamilska folkmusikartisterna i början av 2000-talet är Pushpuvanam Kuppuswamy och hans fru Anitha, samt Chandramukhi Chinnaponnu.
Den mest dominerande klassiska dansen bland tamiler är Bharatanatyam.  Bharatanatyam är uppträdande snarare än deltagande. En dans är en framställning av den berättelse som finns i en sång, och framförs vanligen av en artist på en scen, med en orkester bestående av trummor, en bordun och en eller flera sångare bakom scenen. Historien berättas genom en komplicerad kombination av mudras (gester), ansiktsuttryck och kroppshållning. Dansformen utvecklades från en specialiserad form av tempeldans, och framfördes enbart i tempel fram till 1930-talet. Dansarna brukade vara uteslutande kvinnor, men numera finns också flera välkända manliga utövare. 
Tamilerna har också ett stort antal folkdanser. Den mest firade bland dessa är karakāṭṭam.  I dess religiösa form framförs danser framför en bild av gudinnan Mariamma.  Dansaren bär ett mässingskärl fyllt med okokt ris, smyckat med blommor och omgärdat av en bamburam på huvudet, och tumlar runt och hoppar till sångens rytm utan att spilla ut ett riskorn. Karakāṭṭam framförs vanligtvis till en speciell sorts sång som är känd som temmanguppāṭṭu eller thevar pāṭṭu, en folksång utformad som en älskande som talar till sin älskade, till ackompanjemang av en nadaswaram och melam.  Bland andra tamilska folkdanser finns mayilāṭṭam, där dansarna binder en sträng av påfågelsfjädrar runt midjan,  ōyilāttam, som dansas i cirkel medan man viftar med små tygbitar i olika färger, poykkāl kuthiraiyaaṭṭam, där dansarna använder hästdockor, mān̲āṭṭam, där dansarna imiterar rådjurs graciösa hopp, par̲aiyāṭṭam, en dans till ljudet av rytmiska trumslag, och thīppandāṭṭam, en dans som inbegriper brinnande träfacklor. 
Tamilsk dans är nära förbunden med den tamilska teatertraditionen. De flesta konstformer innehåller en blandning av båda. Kuravañci är en sorts dansdrama som framförs av fyra till åtta kvinnor. Dramat inleds av en kvinna som spelar rollen som spåkvinna hos en vandrande kuravastam, som berättar en historia om en kvinna som längtar efter sin älskade. 
Therukkūthu (som bokstavligen betyder "gatupjäs") är en sorts byteater eller folkopera. Den framförs traditionellt på bytorg utan kulisser och med mycket enkel rekvisita. Framträdandena innehåller sång och dans, ibland samtidigt, och historierna kan vara antingen religiösa eller sekulära. Uppträdandena är inte formella, och artisterna interagerar ofta med publiken genom att retas med dem eller att blanda in dem i dialogen. Therukkūthu har på senare tid anpassats till att framföra sociala budskap, såsom avhållsamhet och kritik mot kastsystemet, liksom information om lagliga rättigheter, och har spritts till andra delar av Indien. 
Byn Melatur i Tamil Nadu har en speciell typ av framträdande, som kallas bhagavatamela, till den lokala gudomens ära. Detta framförs en gång om året och varar hela natten. Tamil Nadu har också en välutvecklad scenteatertradition, med repertoarer som inkluderar absurdistiska realistiska och humoristiska pjäser. 
Både klassiska och folkliga skådespelarkonster fortlever i det moderna tamilska samhället. De folkliga konstformerna försvagades under mitten av 1900-talet, men har fått en återuppblomstring på senare tid, särskilt i södra Tamil Nadu. Deras popularitet är dock fortsatt till större del begränsad till lantliga områden. "Tamil Nadu Folk Arts Society" (eller "Tamil̲nāṭu iyalisai nāṭaka man̲r̲am") ägnar sig åt att bevara och främja folkkultur och har spelat en viktig roll för traditionens fortlevnad. 
Tamiler i Tamil Nadu är också engagerade i sin filmkonst. Den tamilska filmindustrin, ofta kallad Kollywood, är den näst största filmindustrin i Indien. Tamilsk filmkonst uppskattas både för sina tekniska och konstnärliga kvalitéer och sitt underhållningsvärde. 
Den överväldigande majoriteten av tamilska filmer innehåller sång och dansinslag, och tamilsk filmmusik är en populär genre i sig själv, som ofta blandar element från karnatisk musik, tamilsk folkmusik, nordindiska stilar, hip-hop och heavy metal. Några kända musikregissörer under slutet av 1900-talet är M. S. Viswanathan, Ilayaraaja och A. R. Rahman.

### Religion
De flesta tamiler är hinduer, men islam och kristendom har också en lång historia i Tamil Nadu. Enligt folklig tradition ska den siste Cherakungen ha konverterat till islam och färdats till Arabien för att bli medföljare till Muhammed, och modern till en av de tidiga Pallavakungarna tros ha varit kristen. Den inhemska tamilska kristendomen ersattes fullständigt av europeisk kristendom under 1500-talet, och de flesta nutida kristna tamiler är katoliker. Det finns också betydliga antal protestanter idag. Jainism var vid en tidpunkt en stor religion i Tamil Nadu, men den försvagades kraftigt under Pallavaperioden och det finns nu endast några få tusental tamilska jainister. 
Tamilsk hinduism har, liksom andra regionala varieteter av hinduismen, många särskiljande drag. Den mest populära gudomen är Murugan, som från en mycket tidig tidpunkt har identifierats med Karthikeya, Shivas son, men som ursprungligen kan ha varit en annan gudom, och har antagit en tydligt lokal karaktär. Dyrkan av gudinnan Amman eller Mariamman, som tros ha sitt ursprung i en forntida modergudinna, är också mycket vanlig. Kan̲n̲agi, hjältinnan i Cilappatikār̲am, dyrkas som Paṭṭin̲i av många tamiler, särskilt på Sri Lanka. Det finns också många tempel till och dyrkare av Vishnu, Shiva, Ganapathi och de andra vanliga hinduiska gudomarna. Ayyavazhi, som officiellt är en avläggare till hinduismen, spreds i de södra delarna av Tamil Nadu under mitten av 1800-talet och har ett antal anhängare i de sydliga distrikten Tirunelveli, Thoothukudi och Kanyakumari. 
De viktigaste tamilska högtiderna är Pongal, en skördefest som sker i mitten av januari, och varuḍapir̲appu, det tamilska nyåret, som inträffar omkring mitten av april. Båda firas av nästan alla tamiler, oberoende av religion. Den hinduiska högtiden Deepavali firas storslaget. Några andra tamilska hinduiska högtider är Thaipusam och Adipperukku.
Den inhemska religionen på landet i Tamil Nadu har många lokala gudomar som kallas aiyyan̲ārs, vilka tros vara andar av lokala hjältar som skyddar byn från skada. Dyrkan av dessa koncentreras ofta kring naḍukkals, stenar som rests till minne av hjältar som dött i strid. Denna typ av dyrkan nämns ofta i klassisk litteratur och verkar vara överlevande rester av en forntida tamilsk tradition.
Shaivismen är särskilt stark fastän de flesta av dess baser ligger i norr. Alvars och Nayanars, som till största delen var tamiler, spelade en viktig roll i bhakti-traditionens pånyttfödelse i Sydindien. På 900-talet införde filosofen Ramanuja, som spred teorin om 
Visishtadvaitam, många förändringar i religionsutövandet, skapade nya regler för tempelandakt och accepterade lågkastiga hinduer som sina viktigaste lärjungar. Andra viktiga tamilska andliga personligheter är Vallalar, Ramana Maharshi, och Siddhar, en grupp yogautövare. Det medicinska systemet Siddha förknippas också med tamilsk shaivism. Eposet Ramayana har många delar som utspelas i tamilska områden och enligt legenden var många av Ramas soldater tamiler. Det enda templet tillägnat Parashurama finns i Tamil Nadu.
Kristendomen är en liten minoritetsrelgion bland tamilerna. Dansk mission började i Tranquebar i distriktet Nagapattinam, den indiska delstaten Andhra Pradeshredan redan år 1705. Tysk-svensk mission har förekommit sedan tidigt 1800-tal. Kontakter med Sverige har Tamil Evangelical Lutheran Church (Thamil Suvesesha Lutheran Thiruchabai) i Tamil Nadu, som historiskt är relaterad till Svenska kyrkan.

### Stridskonst
Enligt tamilska legender utkämpade Chola-, Chera- och Pandya-kungar ett hundraårigt krig i början av det första århundradet e.Kr., och fullbordade under detta krig stridskonsten. Fyra kampsporter tros ha utvecklats ur detta, Kalarippayattu, Silambam Nillaikalakki, maankombukkalai och Varma Kalai, som alla fortfarande utövas i delar av Tamil Nadu och Kerala.  
Silambam Nillaikalakki är en kampsport där en 1,6 meter lång käpp används. Den utvecklades för att möjliggöra för en person att använda en vandringsstav för att försvara sig mot angrepp från flera fiender. Dess tekniker fokuserar på att använda käppen utan att hejda dess rörelse, och att synkronisera rörelserna med käpp, fötter och kropp. Varma Kalai är en kampsport som tränar människor i att angripa motståndarens vitala punkter med händer eller vapen. Maankombukkalai inbegriper strid med ett vapen som görs av kronhjortshorn med metallspetsar. Kalarippayattu är inriktat på alla sorters strid, inklusive obeväpnad strid och strid med trä- och metallvapen. Kalarippayattutraditionen är starkast i Kerala, där den är känd som Kalaripayattu.
Den gamla tamilska konsten obeväpnad tjurfäktning, som var populär bland krigare under den klassiska perioden, har också överlevt i delar av Tamil Nadu, till exempel Alanganallur nära Madurai, där den är känd som Jallikaṭṭu eller mañcuviraṭṭu och uppförs en gång om året omkring högtiden Pongal.

## Institutioner
Eftersom tamilerna har levt utspridda över flera länder under en stor del av sin historia finns få formella all-tamilska institutioner. De viktigaste nationella institutionerna för tamilerna har varit regeringarna i de stater där de lever, framför regeringarna i Tamil Nadu och Sri Lanka, vilka har samarbetat med att utveckla teknisk och vetenskaplig terminologi på tamil och med att gynna användningen av språket sedan 1950-talet. 
Politiken i Tamil Nadu domineras av Self-respect Movement (också kallad Dravidian movement), en rörelse som grundades av E.V. Ramasami, känd som Periyar, för att främja självrespekt och rationalism, och bekämpa kastsystemet och förtrycket av de lägre kasterna. Varje större politiskt parti i Tamil Nadu baserar sin ideologi på Self-respect Movement, och de nationella politiska partierna spelar en mycket liten roll i tamilsk politik. 
På Sri Lanka dominerades tamilsk politik till början av 1980-talet av de federalistiska rörelserna, ledda av Federal Party (senare Tamil United Liberation Front). På 1980-talet efterträddes den politiska rörelsen till stor del av en våldsam militär kampanj som fördes av olika militanta grupper. De tamilska tigrarna (LTTE) framträdde som den viktigaste bland dessa grupper på 1990-talet och har under senare tid fört förhandlingar med regeringen om en lösning på konflikten. LTTE kontrollerar delar av Sri Lanka och har försökt upprätta sin egen stat där, som de kallar Tamil Eelam. 
På 1960-talet höll regeringen i Tamil Nadu en tamilsk världskonferens, som har sammankallats flera gånger sedan dess. 1999 bildades en tamilsk världskonfederation för att skydda och gynna tamilsk kultur och sprida en känsla av gemenskap bland tamiler i olika länder. Konfederationen har sedan dess antagit en tamilsk flagga och en tamilsk sång som ska fungera som transnationella symboler för det tamilska folket. Orden på flaggan kommer från första raden i en dikt av den klassiska poeten Kanian Poongundranaar, och betyder ungefär "Alla länder är vårt hem, alla människor är våra släktingar."

### Lista över indiska skådespelare som är tamiler
- Sridevi
- Trisha